# Слободка (Родниковский район)
Слободка — деревня в Родниковском районе Ивановской области. Входит в состав Филисовского сельского поселения.

## География
Находится в центральной части Ивановской области на расстоянии приблизительно 9 км на восток-юго-восток по прямой от районного центра города Родники.

## История
Деревня уже появилась на карте 1840 года. В 1872 году здесь (тогда Юрьевецкий уезд Костромской губернии) было учтено 39 дворов, в 1907 году — 56.

## Население
Постоянное население составляло 218 человек (1872 год), 213 (1897), 323 (1907), 35 в 2002 году (русские 100 %), 11 в 2010.